# X Leporis
X Leporis är en pulserande variabel av Mira Ceti-typ (M) i stjärnbilden Haren.
Stjärnan har en visuell magnitud som varierar mellan +9,08 och 15,0 med en period av 279 dygn.